# التشكيلات الوزارية لمجلس الوزراء السعودي
التشكيلات الوزارية لأعضاء حكومة المملكة العربية السعودية

## الوزارات قبل تأسيس مجلس الوزراء (1373 هـ)
| المنصب                             | الوزير                                       |
| ---------------------------------- | -------------------------------------------- |
| رئيس مجلس الوزراء                  | الأمير سعود بن عبد العزيز آل سعود            |
| وزير الخارجية                      | الأمير فيصل بن عبد العزيز آل سعود            |
| وزير الدفاع والطيران والمفتش العام | الأمير مشعل بن عبد العزيز آل سعود            |
| وزير الداخلية ووزير الصحة          | الأمير عبد الله الفيصل بن عبد العزيز آل سعود |
| وزير المالية                       | الشيخ عبد الله بن سليمان الحمدان             |

## أعضاء مجلس الوزراء السعودي عام 1373 هـ
| المنصب                                | الوزير                                       |
| ------------------------------------- | -------------------------------------------- |
| رئيس مجلس الوزراء                     | الملك سعود بن عبد العزيز آل سعود             |
| نائب رئيس مجلس الوزراء ووزير الخارجية | الأمير فيصل بن عبد العزيز آل سعود            |
| وزير الدفاع والطيران والمفتش العام    | الأمير مشعل بن عبد العزيز آل سعود            |
| وزير الداخلية ووزير الصحة             | الأمير عبد الله الفيصل بن عبد العزيز آل سعود |
| وزير المعارف                          | الأمير فهد بن عبد العزيز آل سعود             |
| وزير المواصلات                        | الأمير طلال بن عبد العزيز آل سعود            |
| وزارة المالية                         | الشيخ محمد بن سرور الصبان                    |
| وزير التجارة                          | الأستاذ محمد زينل علي رضا                    |
| وزير الزراعة                          | الأمير سلطان بن عبد العزيز آل سعود           |
| أمين عام مجلس الوزراء                 | الأستاذ حمزة بن محمد المرزوقي                |

## أعضاء مجلس الوزراء السعودي عام 1380 هـ
| المنصب                               | الوزير                                          |
| ------------------------------------ | ----------------------------------------------- |
| رئيس مجلس الوزراء                    | الملك سعود بن عبد العزيز آل سعود                |
| نائب رئيس مجلس الوزراء               | الأمير فيصل بن عبد العزيز آل سعود               |
| وزير الدفاع والطيران والمفتش العام   | الأمير محمد بن سعود بن عبد العزيز آل سعود       |
| وزير الداخلية                        | الأمير عبد المحسن بن عبد العزيز آل سعود         |
| وزير الخارجية                        | الدكتور إبراهيم بن عبد الله السويل              |
| وزير المعارف                         | الشيخ عبد العزيز بن عبد الله آل الشيخ           |
| وزير البترول والثروة المعدنية        | المهندس عبد الله بن حمود الطريقي                |
| وزير المواصلات                       | الأمير بدر بن عبد العزيز آل سعود                |
| وزير التجارة                         | الدكتور أحمد صالح شطا                           |
| وزير الصحة                           | الدكتور حسن بن يوسف نصيف                        |
| وزير المالية والاقتصاد الوطني        | الأمير طلال بن عبد العزيز آل سعود               |
| وزير الزراعة                         | المهندس عبد الله بن محمد الدباغ                 |
| وزير العمل والشؤون الاجتماعية        | الأمير فيصل بن تركي الأول بن عبد العزيز آل سعود |
| وزير الدولة لشؤون رئاسة مجلس الوزراء | الشيخ ناصر بن حمد المنقور                       |
| أمين عام مجلس الوزراء                | الأستاذ حمزة بن محمد المرزوقي                   |

## أعضاء مجلس الوزراء السعودي عام 1381 هـ
| المنصب                                | الوزير                                          |
| ------------------------------------- | ----------------------------------------------- |
| رئيس مجلس الوزراء                     | الملك سعود بن عبد العزيز آل سعود                |
| نائب رئيس مجلس الوزراء ووزير الخارجية | الأمير فيصل بن عبد العزيز آل سعود               |
| وزير الدفاع والطيران والمفتش العام    | الأمير محمد بن سعود بن عبد العزيز آل سعود       |
| وزير الداخلية                         | الأمير فيصل بن تركي الأول بن عبد العزيز آل سعود |
| وزير المعارف                          | الشيخ عبد العزيز بن عبد الله آل الشيخ           |
| وزير البترول والثروة المعدنية         | المهندس أحمد بن زكي يماني                       |
| وزير المواصلات                        | الشيخ محمد المرشد الزغيبي                       |
| وزير التجارة والصناعة                 | الدكتور أحمد بن صلاح جمجوم                      |
| وزير الصحة                            | الدكتور حامد بن محمد الهرساني                   |
| وزير المالية والاقتصاد الوطني         | الأمير مساعد بن عبد الرحمن بن فيصل آل سعود      |
| وزير الزراعة                          | الشيخ حسن بن عبد الله آل الشيخ                  |
| وزير العمل والشؤون الاجتماعية         | الشيخ ناصر بن حمد المنقور                       |
| وزير الحج والأوقاف                    | الدكتور حسين بن علي عرب                         |
| أمين عام مجلس الوزراء                 | الأستاذ حمزة بن محمد المرزوقي                   |

## أعضاء مجلس الوزراء السعودي عام 1382 هـ
| المنصب                             | الوزير                                     |
| ---------------------------------- | ------------------------------------------ |
| رئيس مجلس الوزراء ووزير الخارجية   | الأمير فيصل بن عبد العزيز آل سعود          |
| نائب رئيس مجلس الوزراء             | الأمير خالد بن عبد العزيز آل سعود          |
| وزير الدفاع والطيران والمفتش العام | الأمير سلطان بن عبد العزيز آل سعود         |
| وزير الداخلية                      | الأمير فهد بن عبد العزيز آل سعود           |
| وزير المعارف                       | الشيخ حسن بن عبد الله آل الشيخ             |
| وزير البترول والثروة المعدنية      | المهندس أحمد بن زكي يماني                  |
| وزير المواصلات                     | الأستاذ محمد بن عمر توفيق                  |
| وزير التجارة والصناعة              | الأستاذ عابد شيخ                           |
| وزير الصحة                         | الدكتور يوسف بن سليمان الهاجري             |
| وزير المالية والاقتصاد الوطني      | الأمير مساعد بن عبد الرحمن بن فيصل آل سعود |
| وزير الزراعة                       | الشيخ عبد الرحمن بن سليمان آل الشيخ        |
| وزير العمل والشؤون الاجتماعية      | الأستاذ عبد الرحمن بن عبد الله أبا الخيل   |
| وزير الحج والأوقاف                 | الدكتور محمد بن عمر توفيق (بالنيابة)       |
| أمين عام مجلس الوزراء              | الأستاذ حمزة بن محمد المرزوقي              |

## أعضاء مجلس الوزراء السعودي عام 1390 هـ
| المنصب                                          | الوزير                                     |
| ----------------------------------------------- | ------------------------------------------ |
| رئيس مجلس الوزراء ووزير الخارجية                | الملك فيصل بن عبد العزيز آل سعود           |
| النائب الأول لرئيس مجلس الوزراء                 | الأمير خالد بن عبد العزيز آل سعود          |
| النائب الثاني لرئيس مجلس الوزراء ووزير الداخلية | الأمير فهد بن عبد العزيز آل سعود           |
| وزير الدفاع والطيران والمفتش العام              | الأمير سلطان بن عبد العزيز آل سعود         |
| وزير المعارف                                    | الشيخ حسن بن عبد الله آل الشيخ             |
| وزير البترول والثروة المعدنية                   | المهندس أحمد بن زكي يماني                  |
| وزير المواصلات                                  | الأستاذ محمد بن عمر توفيق                  |
| وزير التجارة والصناعة                           | الأستاذ محمد بن عبد الله العوضي            |
| وزير الصحة                                      | الدكتور عبد العزيز بن عبد الله الخويطر     |
| وزير المالية والاقتصاد الوطني                   | الأمير مساعد بن عبد الرحمن بن فيصل آل سعود |
| وزير الزراعة                                    | الأستاذ حسن بن مشاري بن إبراهيم المشاري    |
| وزير العمل والشؤون الاجتماعية                   | الأستاذ عبد الرحمن بن عبد الله أبا الخيل   |
| وزير الحج والأوقاف                              | الدكتور محمد بن عمر توفيق (بالنيابة)       |
| وزير الإعلام                                    | الدكتور إبراهيم بن عبد الله العنقري        |
| وزير العدل                                      | الشيخ محمد بن علي الحركان                  |
| وزير البرق والبريد والهاتف                      | الدكتور علوي بن درويش كيال                 |
| أمين عام مجلس الوزراء                           | الأستاذ حمزة بن محمد المرزوقي              |

## أعضاء مجلس الوزراء السعودي عام 1395 هـ
| المنصب                                              | الوزير                                    |
| --------------------------------------------------- | ----------------------------------------- |
| رئيس مجلس الوزراء                                   | الملك خالد بن عبد العزيز آل سعود          |
| النائب الأول لرئيس مجلس الوزراء                     | الأمير فهد بن عبد العزيز آل سعود          |
| النائب الثاني لرئيس مجلس الوزراء ورئيس الحرس الوطني | الأمير عبد الله بن عبد العزيز آل سعود     |
| وزير الدفاع والطيران والمفتش العام                  | الأمير سلطان بن عبد العزيز آل سعود        |
| وزير الداخلية                                       | الأمير نايف بن عبد العزيز آل سعود         |
| وزير الخارجية                                       | الأمير سعود الفيصل بن عبد العزيز آل سعود  |
| وزير الشؤون البلدية والقروية                        | الأمير ماجد بن عبد العزيز آل سعود         |
| وزير الأشغال العامة والإسكان                        | الأمير متعب بن عبد العزيز آل سعود         |
| وزير المعارف                                        | الشيخ عبد العزيز بن عبد الله الخويطر      |
| وزير التعليم العالي                                 | الشيخ حسن بن عبد الله آل الشيخ            |
| وزير البترول والثروة المعدنية                       | المهندس أحمد بن زكي يماني                 |
| وزير المواصلات                                      | الأستاذ محمد بن عمر توفيق                 |
| وزير التجارة                                        | الأستاذ سليمان بن عبد العزيز السليم       |
| وزير الصناعة والكهرباء                              | الدكتور غازي بن عبد الرحمن القصيبي        |
| وزير الصحة                                          | الدكتور حسين بن عبد الرزاق الجزائري       |
| وزير المالية والاقتصاد الوطني                       | الأستاذ محمد بن علي أبا الخيل             |
| وزير الزراعة والمياه                                | الدكتور عبد الرحمن بن عبد العزيز آل الشيخ |
| وزير العمل والشؤون الاجتماعية                       | الشيخ إبراهيم بن عبد الله العنقري         |
| وزير الحج والأوقاف                                  | الدكتور عبد الوهاب بن أحمد عبد الواسع     |
| وزير الإعلام                                        | الدكتور محمد بن عبده يماني                |
| وزير العدل                                          | الدكتور إبراهيم بن محمد آل الشيخ          |
| وزير البرق والبريد والهاتف                          | الدكتور علوي بن درويش كيال                |
| وزير التخطيط                                        | الدكتور هشام بن محيي الدين ناظر           |
| وزير الدولة                                         | الدكتور محمد بن إبراهيم مسعود             |
| وزير الدولة                                         | الدكتور محمد بن عبد اللطيف الملحم         |

## أعضاء مجلس الوزراء السعودي عام 1416 هـ
| المنصب                                                               | الوزير                                    |
| -------------------------------------------------------------------- | ----------------------------------------- |
| رئيس مجلس الوزراء                                                    | الملك فهد بن عبد العزيز آل سعود           |
| نائب رئيس مجلس الوزراء ورئيس الحرس الوطني                            | الأمير عبد الله بن عبد العزيز آل سعود     |
| النائب الثاني لرئيس مجلس الوزراء ووزير الدفاع والطيران والمفتش العام | الأمير سلطان بن عبد العزيز آل سعود        |
| وزير الداخلية                                                        | الأمير نايف بن عبد العزيز آل سعود         |
| وزير الخارجية                                                        | الأمير سعود الفيصل بن عبد العزيز آل سعود  |
| وزير الشؤون البلدية والقروية                                         | الأمير متعب بن عبد العزيز آل سعود         |
| وزير الشؤون الإسلامية والأوقاف والدعوة والإرشاد                      | الشيخ صالح بن عبد العزيز بن محمد آل الشيخ |
| وزير التربية والتعليم                                                | الدكتور محمد بن أحمد الرشيد               |
| وزير التعليم العالي                                                  | الدكتور خالد بن محمد العنقري              |
| وزير العدل                                                           | الدكتور عبد الله بن محمد آل الشيخ         |
| وزير البترول والثروة المعدنية                                        | المهندس علي بن إبراهيم النعيمي            |
| وزير المواصلات                                                       | الدكتور ناصر بن محمد السلوم               |
| وزير التجارة                                                         | الأستاذ أسامة بن جعفر فقيه                |
| وزير العمل والشؤون الاجتماعية                                        | الدكتور علي بن إبراهيم النملة             |
| وزير التخطيط                                                         | المهندس خالد بن محمد القصيبي              |
| وزير الصحة                                                           | الدكتور أسامة بن عبد المجيد شبكشي         |
| وزير الإعلام                                                         | الدكتور فؤاد بن عبد السلام الفارسي        |
| وزير المالية والاقتصاد الوطني                                        | الدكتور إبراهيم بن عبد العزيز العساف      |
| وزير الصناعة والكهرباء                                               | الدكتور هاشم بن عبد الله يماني            |
| وزير الزراعة والمياه                                                 | الدكتور عبد الله بن عبد العزيز بن معمر    |
| وزير الحج                                                            | الدكتور محمود بن محمد سفر                 |
| وزير الإتصالات وتقنية المعلومات                                      | المهندس محمد بن جميل بن أحمد ملا          |
| وزير الدولة                                                          | الدكتور مطلب بن عبد الله النفيسة          |
| وزير الدولة                                                          | الدكتور مدني بن عبدالقادر علاقي           |
| وزير الدولة                                                          | الدكتور عبدالعزيز بن إبراهيم المانع       |
| وزير الدولة                                                          | الدكتور عبد العزيز بن عبد الله الخويطر    |
| وزير الدولة                                                          | االدكتور مساعد بن محمد العيبان            |
| وزير الدولة                                                          | الدكتور عبد الله بن أحمد يوسف زينل        |

## أعضاء مجلس الوزراء السعودي عام 1424 هـ
| المنصب                                                              | الوزير                                         |
| ------------------------------------------------------------------- | ---------------------------------------------- |
| رئيس مجلس الوزراء                                                   | الملك فهد بن عبد العزيز آل سعود                |
| نائب رئيس مجلس الوزراء ورئيس الحرس الوطني                           | الأمير عبد الله بن عبد العزيز آل سعود          |
| النائب الثاني لرئيس مجلس الوزراء وزير الدفاع والطيران والمفتش العام | الأمير سلطان بن عبد العزيز آل سعود             |
| وزير الداخلية                                                       | الأمير نايف بن عبد العزيز آل سعود              |
| وزير الدولة ورئيس ديوان مجلس الوزراء                                | الأمير عبد العزيز بن فهد بن عبد العزيز آل سعود |
| وزير الخارجية                                                       | الأمير سعود الفيصل بن عبد العزيز آل سعود       |
| وزير الشؤون البلدية والقروية                                        | الأمير متعب بن عبد العزيز آل سعود              |
| وزير الشؤون الإسلامية والأوقاف والدعوة والإرشاد                     | الشيخ صالح بن عبد العزيز بن محمد آل الشيخ      |
| وزير التربية والتعليم                                               | الدكتور محمد بن أحمد الرشيد                    |
| وزير التعليم العالي                                                 | الدكتور خالد بن محمد العنقري                   |
| وزير العدل                                                          | الدكتور عبد الله بن محمد آل الشيخ              |
| وزير البترول والثروة المعدنية                                       | المهندس علي بن إبراهيم النعيمي                 |
| وزير النقل                                                          | الدكتور جبارة بن عيد الصريصري                  |
| وزير التجارة والصناعة                                               | الدكتور هاشم بن عبد الله يماني                 |
| وزير العمل والشؤون الاجتماعية                                       | الدكتور علي بن إبراهيم النملة                  |
| وزير الاقتصاد والتخطيط                                              | المهندس خالد بن محمد القصيبي                   |
| وزير الصحة                                                          | الدكتور حمد بن عبد الله المانع                 |
| وزير الثقافة والإعلام                                               | الدكتور فؤاد بن عبد السلام الفارسي             |
| وزير العمل                                                          | الدكتور غازي بن عبد الرحمن القصيبي             |
| وزير الخدمة المدنية                                                 | الدكتور محمد بن علي الفايز                     |
| وزير المالية                                                        | الدكتور إبراهيم بن عبد العزيز العساف           |
| وزير الكهرباء والمياه                                               | الدكتور غازي بن عبد الرحمن القصيبي             |
| وزير الزراعة                                                        | المهندس فهد بن عبد الرحمن بالغنيم              |
| وزير الحج                                                           | الدكتور إياد بن أمين مدني                      |
| وزير الإتصالات وتقنية المعلومات                                     | المهندس محمد بن جميل بن أحمد ملا               |
| وزير الدولة                                                         | الدكتور مطلب بن عبد الله النفيسة               |
| وزير الدولة لشؤون مجلس الشورى                                       | الدكتور محمد بن عبد العزيز آل الشيخ            |
| وزير الدولة                                                         | الدكتور عبد العزيز بن عبد الله الخويطر         |
| وزير الدولة                                                         | الدكتور سعود بن سعيد المتحمي                   |
| وزير الدولة                                                         | االدكتور مساعد بن محمد العيبان                 |
| وزير الدولة                                                         | الدكتور عبد الله بن أحمد يوسف زينل             |

## أعضاء مجلس الوزراء السعودي عام 1433
| المنصب                                                     | الوزير                                             |
| ---------------------------------------------------------- | -------------------------------------------------- |
| رئيس مجلس الوزراء                                          | الملك عبد الله بن عبد العزيز آل سعود               |
| نائب رئيس مجلس الوزراء ووزير الدفاع                        | الأمير سلمان بن عبد العزيز آل سعود                 |
| النائب الثاني لرئيس مجلس الوزراء (المستشار والمبعوث الخاص) | الأمير مقرن بن عبد العزيز آل سعود                  |
| وزير الداخلية                                              | الأمير محمد بن نايف بن عبد العزيز آل سعود          |
| وزير الخارجية                                              | الأمير سعود الفيصل بن عبد العزيز آل سعود           |
| وزير الشؤون البلدية والقروية                               | الأمير الدكتور منصور بن متعب بن عبد العزيز آل سعود |
| وزير الشؤون الإسلامية والأوقاف والدعوة والإرشاد            | الشيخ صالح بن عبد العزيز بن محمد آل الشيخ          |
| وزير التربية والتعليم                                      | الأمير فيصل بن عبد الله بن محمد آل سعود            |
| وزير التعليم العالي                                        | الدكتور خالد بن محمد العنقري                       |
| وزير العدل                                                 | الدكتور مالك بن ناصر العنزي                        |
| وزير البترول والثروة المعدنية                              | المهندس علي بن إبراهيم النعيمي                     |
| وزير النقل                                                 | الدكتور جبارة بن عيد الصريصري                      |
| وزير التجارة والصناعة                                      | الدكتور توفيق بن فوزان الربيعة                     |
| وزير الشؤون الاجتماعية                                     | الدكتور يوسف بن أحمد العثيمين                      |
| وزير الاقتصاد والتخطيط                                     | الدكتور محمد بن سليمان الجاسر                      |
| وزير الصحة                                                 | الدكتور عبد الله بن عبد العزيز الربيعة             |
| وزير الثقافة والإعلام                                      | الدكتور عبد العزيز بن محيي الدين خوجة              |
| وزير العمل                                                 | المهندس عادل بن محمد فقيه                          |
| وزير الخدمة المدنية                                        | الدكتور عبد الرحمن بن عبد الله البراك              |
| وزير المالية                                               | الدكتور إبراهيم بن عبد العزيز العساف               |
| وزير المياه والكهرباء                                      | المهندس عبد الله بن عبد الرحمن الحصين              |
| وزير الزراعة                                               | الدكتور فهد بن عبد الرحمن بالغنيم                  |
| وزير الحج                                                  | الدكتور بندر بن محمد بن حمزة الحجار                |
| وزير الإتصالات وتقنية المعلومات                            | المهندس محمد جميل بن أحمد ملا                      |
| وزير الإسكان                                               | الدكتور شويش بن سعود الضويحي                       |
| وزير الدولة                                                | الأمير عبد العزيز بن فهد بن عبد العزيز آل سعود     |
| وزير الحرس الوطني                                          | الأمير متعب بن عبد الله بن عبد العزيز آل سعود      |
| وزير الدولة                                                | الدكتور مطلب بن عبد الله النفيسة                   |
| وزير الدولة لشؤون مجلس الشورى                              | الدكتور سعود بن سعيد المتحمي                       |
| وزير الدولة                                                | الدكتور عبد العزيز بن عبد الله الخويطر             |
| وزير الدولة                                                | الدكتور مساعد بن محمد العيبان                      |

## أعضاء مجلس الوزراء السعودي عام 1437
| المنصب                                          | الوزير                                              |
| ----------------------------------------------- | --------------------------------------------------- |
| رئيس مجلس الوزراء                               | الملك سلمان بن عبد العزيز آل سعود                   |
| نائب رئيس مجلس الوزراء ووزير الداخلية           | الأمير محمد بن نايف                                 |
| النائب الثاني لرئيس مجلس الوزراء ووزير الدفاع   | الأمير محمد بن سلمان                                |
| وزير الحرس الوطني                               | الأمير متعب بن عبدالله                              |
| وزير الخارجية                                   | إبراهيم بن عبدالعزيز العساف                         |
| وزير الشؤون البلدية والقروية                    | ماجد بن عبدالله القصبي                              |
| وزير الشؤون الإسلامية والأوقاف والدعوة والإرشاد | الشيخ عبداللطيف بن عبدالعزيز بن عبدالرحمن آل الشيخ  |
| وزير التعليم                                    | أحمد بن محمد العيسى                                 |
| وزير العدل                                      | الدكتور وليد الصمعاني                               |
| وزير الطاقة والصناعة والثروة المعدنية           | المهندس خالد بن عبدالعزيز الفالح                    |
| وزير النقل                                      | المهندس عبدالله بن عبدالرحمن المقبل                 |
| وزير التجارة والاستثمار                         | الدكتور ماجد بن عبدالله القصبي                      |
| وزير الاقتصاد والتخطيط                          | محمد بن مزيد التويجري                               |
| وزير الصحة                                      | توفيق بن فوزان بن محمد الربيعة                      |
| وزير الإعلام                                    | تركي بن عبدالله الشبانة                             |
| وزير الثقافة                                    | بدر بن عبدالله بن محمد بن فرحان آل سعود             |
| وزير العمل                                      | المهندس أحمد بن سليمان بن عبدالعزيز الراجحي         |
| وزير الخدمة المدنية                             | سليمان بن عبدالله الحمدان                           |
| وزير المالية                                    | محمد بن عبدالله بن عبدالعزيز الجدعان                |
| وزير البيئة والمياه والزراعة                    | عبدالرحمن بن عبدالمحسن الفضلي                       |
| وزير الحج                                       | الدكتور محمد صالح بن طاهر بنتن                      |
| وزير الإتصالات وتقنية المعلومات                 | عبدالله بن عامر السواحة                             |
| وزير الإسكان                                    | ماجد بن عبدالله بن حمد الحقيل                       |
| وزير الدولة لشؤون مجلس الشورى                   | الأستاذ محمد بن فيصل أبو ساق                        |
| وزير الدولة للشؤون الخارجية                     | الدكتور عادل الجبير                                 |
| وزير دولة                                       | الشيخ صالح بن عبدالعزيز بن محمد بن إبراهيم آل الشيخ |
| وزير دولة                                       | الدكتور مطلب بن عبدالله النفيسة                     |
| وزير دولة                                       | الدكتور مساعد بن محمد العيبان                       |
| وزير دولة                                       | الدكتور عصام بن سعد بن سعيد                         |
| وزير دولة                                       | محمد بن عبدالملك آل الشيخ                           |
| وزير دولة                                       | خالد بن عبدالرحمن العيسى                            |
| وزير دولة                                       | فهد بن عبدالله بن عبد اللطيف المبارك                |

## أعضاء مجلس الوزراء السعودي عام 1442
أعضاء مجلس الوزراء السعودي اعتبارا من 11-06-1442هـ
| المنصب                                                                      | الوزير                                         | منذ                                       | مصدر                    |
| --------------------------------------------------------------------------- | ---------------------------------------------- | ----------------------------------------- | ----------------------- |
| رئيس مجلس الوزراء                                                           | الملك سلمان بن عبد العزيز آل سعود              | 2015                                      |                         |
| نائب رئيس مجلس الوزراء                                                      | الأمير محمد بن سلمان ولي العهد                 | 2017                                      |                         |
| وزير الدفاع                                                                 | الأمير محمد بن سلمان                           | 2015                                      |                         |
| وزير الداخلية                                                               | الأمير عبد العزيز بن سعود                      | 2017                                      |                         |
| وزير الحرس الوطني                                                           | الأمير عبدالله بن بندر                         | 2018                                      |                         |
| وزير الخارجية                                                               | الأمير فيصل بن فرحان بن عبد الله آل سعود       | 23 أكتوبر 2019                            |                         |
| وزير الشؤون البلدية والقروية والإسكان                                       | ماجد الحقيل                                    | 2020                                      |                         |
| وزير الشؤون الإسلامية والدعوة والإرشاد                                      | عبد اللطيف آل الشيخ                            | 2018                                      |                         |
| وزير التعليم                                                                | حمد آل الشيخ                                   | 2018                                      |                         |
| وزير العدل                                                                  | الدكتور وليد الصمعاني                          | 2015                                      |                         |
| وزير الطاقة                                                                 | الأمير عبد العزيز بن سلمان                     | سبتمبر 2019                               |                         |
| وزير النقل والخدمات اللوجستية                                               | المهندس صالح الجاسر                            | 2019) (2)                                 |                         |
| وزير التجارة                                                                | الدكتور ماجد القصبي                            | 2016                                      |                         |
| وزير الصناعة والثروة المعدنية                                               | بندر الخريف                                    | 2019                                      | [ 1 ] [ 2 ]             |
| وزير الاستثمار                                                              | خالد الفالح                                    | 2020                                      |                         |
| وزير الاقتصاد والتخطيط                                                      | فيصل الإبراهيم                                 | 3 مايو 2020)                              |                         |
| وزير الصحة                                                                  | فهد الجلاجل                                    | 15 أكتوبر 2021                            | [ 3 ] [ 4 ] [ 5 ] [ 6 ] |
| وزير الإعلام                                                                | ماجد القصبي (مكلف)                             | 25 فبراير 2020                            |                         |
| وزير الثقافة                                                                | الأمير بدر بن عبدالله بن محمد بن فرحان آل سعود | 2018                                      |                         |
| وزير العمل                                                                  | المهندس أحمد بن سليمان بن عبدالعزيز الراجحي    |                                           |                         |
| وزير الموارد البشرية والتنمية الاجتماعية                                    | أحمد الراجحي                                   |                                           |                         |
| وزير المالية                                                                | محمد عبد الله الجدعان                          | 2016                                      | [ 7 ]                   |
| وزير البيئة والمياه والزراعة                                                | عبد الرحمن الفضلي                              | 2015                                      |                         |
| وزير الرياضة                                                                | الأمير عبد العزيز بن تركي آل سعود              | 2020                                      |                         |
| وزير السياحة                                                                | أحمد عقيل الخطيب                               | 2020                                      |                         |
| وزير الحج والعمرة                                                           | الدكتور توفيق الربيعة                          | 15 أكتوبر 2021                            | [ 8 ]                   |
| وزير الاتصالات وتقنية المعلومات                                             | عبد الله السواحه                               | 2017                                      |                         |
| وزير الإسكان                                                                | ماجد بن عبدالله بن حمد الحقيل                  |                                           |                         |
| وزير الدولة عضو مجلس الوزراء مستشار خادم الحرمين الشريفين                   | الأمير منصور بن متعب                           | 2015                                      |                         |
| وزير الدولة عضو مجلس الوزراء المستشار بالديوان الملكي                       | الأمير تركي بن محمد                            | 2018                                      |                         |
| وزير الدولة عضو مجلس الوزراء                                                | صالح بن عبد العزيز آل الشيخ                    | 2015                                      |                         |
| وزير الدولة عضو مجلس الوزراء                                                | محمد آل الشيخ                                  | 2015                                      |                         |
| وزير الدولة للشؤون الخارجية                                                 | عادل الجبير                                    | 2018                                      |                         |
| وزير الدولة عضو مجلس الوزراء                                                | مساعد العيبان                                  | 2018                                      |                         |
| وزير الدولة عضو مجلس الوزراء                                                | مطلب النفيسة                                   | 2018                                      |                         |
| وزير الدولة عضو مجلس الوزراء لشؤون مجلس الشورى                              | محمد أبو ساق                                   | (2014ّ - 13 يناير 2022)                    |                         |
| وزير الدولة عضو مجلس الوزراء وزير الدولة عضو مجلس الوزراء لشؤون مجلس الشورى | عصام بن سعيد                                   | (2014 - 13 يناير 2022) (13 يناير 2022 - ) |                         |
| وزير الدولة عضو مجلس الوزراء                                                | خالد العيسى                                    | 2015                                      |                         |
| وزير الدولة عضو مجلس الوزراء                                                | فهد المبارك                                    | 2018 حتى 24 يناير 2021                    |                         |
| وزير الدولة عضو مجلس الوزراء                                                | إبراهيم العساف                                 | منذ 23 أكتوبر 2019                        |                         |

## أعضاء مجلس الوزراء السعودي عام 1444
| المنصب                                   | الصورة | شاغل المنصب                                        | في المنصب منذ                      |
| ---------------------------------------- | ------ | -------------------------------------------------- | ---------------------------------- |
| رئيس مجلس الوزراء                        |        | محمد بن سلمان بن عبد العزيز آل سعود                | 1 ربيع الأول 1444 27 سبتمبر 2022   |
| وزير الخارجية                            |        | فيصل بن فرحان بن عبد الله بن فيصل بن فرحان آل سعود | 23 صَفَر 1441 23 أكتوبر 2019         |
| وزير الداخلية                            |        | عبد العزيز بن سعود بن نايف بن عبد العزيز آل سعود   | 26 رمضان 1438 21 يونيو 2017        |
| وزير الدفاع                              |        | خالد بن سلمان بن عبد العزيز آل سعود                | 1 ربيع الأول 1444 27 سبتمبر 2022   |
| وزير الحرس الوطني                        |        | عبد الله بن بندر بن عبد العزيز آل سعود             | 18 ربيع الآخر 1440 27 ديسمبر 2018  |
| وزير العدل                               |        | وليد بن محمد الصمعاني                              | 2 ربيع الآخر 1436 23 يناير 2015    |
| وزير المالية                             |        | محمد بن عبد الله بن عبد العزيز الجدعان             | 30 مُحَرَّم 1438 1 نوفمبر 2016         |
| وزير الحج والعمرة                        |        | توفيق بن فوزان بن محمد الربيعة                     | 9 ربيع الأول 1443 15 أكتوبر 2021   |
| وزير الشؤون الإسلامية والدعوة والإرشاد   |        | عبد اللطيف بن عبد العزيز بن عبد الرحمن آل الشيخ    | 18 شوال 1439 2 يونيو 2018          |
| وزير التعليم                             |        | يوسف بن عبد الله بن محمد البنيان                   | 1 ربيع الأول 1444 27 سبتمبر 2022   |
| وزير الصحة                               |        | فهد بن عبد الرحمن بن داحس الجلاجل                  | 9 ربيع الأول 1443 15 أكتوبر 2021   |
| وزير الموارد البشرية والتنمية الاجتماعية |        | أحمد بن سليمان بن عبد العزيز الراجحي               | 18 شوال 1439 2 يونيو 2018          |
| وزير الطاقة                              |        | عبد العزيز بن سلمان بن عبد العزيز آل سعود          | 8 مُحَرَّم 1441 8 سبتمبر 2019          |
| وزير الإعلام                             |        | سلمان بن يوسف الدوسري                              | 13 شعبان 1444 5 مارس 2023          |
| وزير التجارة                             |        | ماجد بن عبد الله القصبي                            | 30 رجب 1437 8 مايو 2016            |
| وزير الصناعة والثروة المعدنية            |        | بندر بن إبراهيم بن عبد الله الخريف                 | 28 ذو الحجة 1440 30 أغسطس 2019     |
| وزير الاقتصاد والتخطيط                   |        | فيصل بن فاضل بن محسن الإبراهيم                     | 21 رمضان 1442 3 مايو 2021          |
| وزير الاستثمار                           |        | خالد بن عبد العزيز الفالح                          | 1 رجب 1441 25 فبراير 2020          |
| وزير البيئة والمياه والزراعة             |        | عبد الرحمن بن عبد المحسن الفضلي                    | 30 رجب 1437 7 مايو 2016            |
| وزير الشؤون البلدية والقروية والإسكان    |        | ماجد بن عبد الله بن حمد الحقيل                     | 11 جُمادى الآخرة 1442 24 يناير 2021 |
| وزير الاتصالات وتقنية المعلومات          |        | عبد الله بن عامر السواحة                           | 27 رجب 1438 24 أبريل 2017          |
| وزير النقل والخدمات اللوجستية            |        | صالح بن ناصر بن العلي الجاسر                       | 23 صَفَر 1441 23 أكتوبر 2019         |
| وزير الرياضة                             |        | عبد العزيز بن تركي بن فيصل بن عبد العزيز آل سعود   | 1 رجب 1441 25 فبراير 2020          |
| وزير الثقافة                             |        | بدر بن عبد الله بن محمد بن فرحان آل سعود           | 18 شوال 1439 2 يونيو 2018          |
| وزير السياحة                             |        | أحمد بن عقيل الخطيب                                | 1 رجب 1441 25 فبراير 2020          |
| وزير دولة للشؤون الخارجية                |        | عادل بن أحمد الجبير                                | 18 ربيع الآخر 1440 27 ديسمبر 2018  |
| وزير دولة لشؤون مجلس الشورى              |        | عصام بن سعد بن سعيد                                | 10 جُمادى الآخرة 1443 13 يناير 2022 |
| وزير دولة                                |        | صالح بن عبد العزيز بن محمد بن إبراهيم آل الشيخ     | 1436–1437 2015                     |
| وزير دولة                                |        | منصور بن متعب بن عبد العزيز آل سعود                | 8 ربيع الآخر 1436 29 يناير 2015    |
| وزير دولة                                |        | تركي بن محمد بن فهد بن عبد العزيز آل سعود          | 20 ربيع الآخر 1440 27 ديسمبر 2018  |
| وزير دولة                                |        | مطلب بن عبد الله النفيسة                           | 1415–1416 1995                     |
| وزير دولة                                |        | مساعد بن محمد العيبان                              | 1415–1416 1995                     |
| وزير دولة                                |        | إبر اهيم بن عبد العزيز العساف                      | 1 ربيع الأول 1444 27 سبتمبر 2022   |
| وزير دولة                                |        | محمد بن عبد الملك آل الشيخ                         | 3 ربيع الآخر 1436 24 يناير 2015    |
| وزير دولة                                |        | خالد بن عبد الرحمن العيسى                          | 10 رجب 1436 29 ابريل 2015          |
| وزير دولة                                |        | حمد بن محمد بن حمد آل الشيخ                        | 1 ربيع الأول 1444 27 سبتمبر 2022   |